# Alejandro Tapia y Rivera
Alejandro Tapia y Rivera (12 de noviembre de 1826-19 de julio de 1882) fue un poeta, dramaturgo, ensayista, escritor y político puertorriqueño. Sus padres eran Alejandro de Tapia, Capitán del primer batallón del Regimiento de Infantería de Granada Expedicionario en España y Doña Catalina de Rivera, natural de Arecibo, Puerto Rico.

## En su infancia
A la edad de 4 años Tapia ingresó en la escuela de la maestra Juana Torres, donde aprendió las primeras letras. Era una escuela para niñas, ya que los padres de Tapias se vieron obligados a enviarlo a esa escuela por falta de escuela para varones en la capital y por carecer de medios para asignarle a su hijo un tutor especial.
El 23 de febrero de 1831 su padre, por motivos de salud, abandonó la isla de Puerto Rico sin su esposa e hijos. A pesar de su corta edad, el pequeño Alejandro Tapia y Rivera notaba en su madre el dolor de la separación. Nunca más volvió el padre a ver las playas de la pequeña isla.
Después de la partida de su padre la familia compuesta por doña Catalina, Alejandro y Mercedes se trasladaron a la casa número 20 de la calle de la Cruz. Tapia no tiene gratos recuerdos de su experiencia en la nueva vivienda. No era la casa ni los alrededores del gusto de Tapia, pero para su madre era un gran placer volver a habitar la casa, pues en ella fue que se celebraron sus desposorios con el amado esposo ausente.

## Educación
Tapia fue a tomar su primera enseñanza en la escuela don Juan Basilio Núñez, también asistió a la escuela de dibujo de don Juan Cleto Noa. En la escuela don Juan Basilio Núñez conoció a José Julián Acosta, amistad que se convirtió en hermandad y que duró toda la vida. En estas escuelas se leía la constitución del 1812, la cual fue jurada en Puerto Rico en 1837. En el año 1837 Tapia paso al liceo de San Juan, fundada hacía poco por los Padres Escolapios. Al Liceo solamente asistían los hijos de las familias ricas y pudientes de la capital. Tapia era un medio pensionista y pagaba diez pesos mensuales. 
A fines de 1838, o a principios de 1839, se formó en San Juan el Museo de la juventud en la cual Tapia y otros de sus compañeros ingresaron. En el año 1840-41 desapareció el Museo de la juventud y Tapia ingresó como estudiante en el Seminario Conciliar de San Ildefonso. Al terminar sus estudios en el Seminario e imposibilitado para seguir sus estudios universitarios, comenzó Tapia un curso de contabilidad con don Ramón Castans.
En el año 1846, con otros jóvenes de la alta sociedad capitalina fundó la sociedad llamada La Filarmónica “con el propósito de dar bailes, tertulias y conciertos”. Por medio de esta agrupación logró reunir a los mejores músicos, dotando así a la isla de un nuevo factor de progresó y cultura.

## Juventud
El 11 de septiembre de 1849 se celebró un duelo en Cataño entre Alejandro Tapia y un Capitán de Artillería. Las armas seleccionadas para el duelo fueron las pistolas, arma que nunca había manejado Tapia. Alejandro Tapia y Rivera salió herido en el brazo y costado derecho. Este acto le costó el destierro y tuvo que abandonar la isla el 17 de noviembre de 1849 para irse hacia España. Tapia en los años 1850-1852 se une a varios estudiantes puertorriqueños en España y funda la Sociedad Recolectora de Documentos Históricos. Es en ese momento en donde Tapia absorbe todo el furor del teatro romántico español. A fines del año 1852 pasó a ser gobernador don Fernando Norzagaray y por medio de un expediente de éste pudo Tapia volver a su patria. Después del destierro de Tapia regresa a Puerto Rico en 1862, fija su residencia en Ponce El motivo esencial de su regreso fue el estado de ruina y miseria que se encontraban su madre y su hermana a causa de una quiebra mercantil en que desapareció el pequeño capital que poseían. En el año 1863 muere su madre y su hermana se casa. Tapia trabajaba como profesor de varias asignaturas en el plantel de enseñanza llamado Museo de la Juventud, que dirigía Ramón Marín. Funda y dirige en Ponce el seminario literario La Azucena (1870-1871), en cuyas páginas Tapia demostró una asombrosa escritura. En el año 1876 publica su novela Cofresí. Funda junto a Manuel Elzaburu, Francisco de Paula Acuña y José Julián Acosta, el Ateneo Puertorriqueño, institución destinada a defender los valores puertorriqueños. En el año 1880 Tapia se convierte en el primer dramaturgo subvencionado de Puerto Rico.

## El poeta
Aunque no constituyó el verso lírico ni fue tan afortunado en este género como en otros, ha dejado un buen número de composiciones, principalmente romances históricos y seguidillas de relativo valor. Entre las más famosas de estas composiciones están las que tituló El último borincano, romance histórico que recuerda al Duque de Rivas, inspirado en la rebeldía y heroísmo de nuestros aborígenes frente a los conquistadores españoles, La hoja de yagrumo, A Goyita, La ninfa de Guamaní, poemas de sabor criollo escritos en seguidillas. Sus mejores versos sin embargo, se encuentran en el largo poema La Sataniada, grandiosa epopeya dedicada al Príncipe de las Tinieblas, publicado en Madrid en el año 1878 bajo el pseudónimo de Crisófilo Sardanápalo.

## El dramaturgo
Con mayores logros que en su poesía lírica cultivó Alejandro Tapia el teatro tanto en verso como en prosa. Acosado por la censura desde los comienzos de su carrera literaria, tuvo que protegerse distanciando su obra a otras épocas y a otros climas.
El primero de sus dramas escritos fue Roberto D’ Eureux, escrito en 1848 inspirado en los amores de la reina Isabel I de Inglaterra con el conde de Essex. Publicación que fue prohibida porque en América no se debía presentar obras que humanizase a los reyes. Modificada esta pieza fue representada en 1856. Otras de sus obras fueron Vasco de Núñez de Balboa (1872), Camones (1876), La cuarterona (1867), La parte del león (1880) entre otros.

## El narrador
Tapia y Rivera, en su tiempo fue una figura de mayor relieve en el cultivo de los géneros narrativos. Las novelas, cuentos y leyendas de este autor, expresivas dentro de las tendencias Romanticismo de actitudes alegóricas, filosóficas y satíricas, surgen de sus lecturas, sus impresiones y recuerdos de viajero. Una de sus obras maestras fue Póstumo el transmigrado y en su segunda parte Póstumo el envirginiado, son unas obras singulares por su forma y mensaje en la época cuando surgen. Las obras tienen un sentido humorístico mañoso, ambiguos y a través de una trama de acción muy ágil. Tapia revisa y crítica a la sociedad de su tiempo, exhibiendo preocupaciones de orden filosófico y predicando ideas feminista.

## El feminista
Alejandro Tapia, más conocido como el padre de la literatura puertorriqueña, tenía un modo de pensar acerca de las mujeres y de su respectiva participación en una sociedad patriarcal, que no iba a tono con su actual tiempo y espacio. A esto, podemos que decir que Tapia se adelantó a su tiempo. Es decir, la forma en que se enfrentan a esta sociedad y cómo se rompe con ese esquema y limitaciones estrictas de aquel momento. Esto se muestra en su obra de “La parte del león”. Esta obra fue de gran importancia ya que se trata de una idea nueva, la visión feminista, buscando igualar la mujer en su ambiente y en sus relaciones. Tapia usó personajes femeninos atrevidos, desafiados, ingeniosos, y capaces de todo para lograr su objetivo. 
Hay un personaje que enseña una ideología activa, poniendo en práctica su pensamiento. Esto se ve cuando ella dice: “Una mujer que ha roto ya con ciertas trabas y conveniencias sociales, ¿Qué tiene que ocultar, que tiene que temer?” (Obras Completas, 233). Muestra una mujer con el deseo de continuar y romper del patrón opresor. Tapia demostró además mujeres en diferentes etapas del conocimiento feminista. Otro personaje tiene la capacidad y deseo de libertad pero no puede llegar a adquirirla. Además de usar personajes femeninos para demostrar características feministas, Tapia puso personajes masculinos con estas características. Muestra a un hombre completamente imparcial antes los sexos, que cuenta con una mentalidad de igualdad ante los géneros. Con esto Alejandro Tapia rompe con el esquema patriarcal y también representa una visión de igualdad desde la perspectiva de un hombre. Tapia usó su escritura para llegar a la mayor cantidad de mujeres posibles, con el propósito de trasmitir esta idea de igualdad entre los géneros y ayudarlas a combatir con los parámetros impuesto por una sociedad patriarcal.

## El ensayista
Después de Alonso, el ensayo en Puerto Rico prosigue su desenvolvimiento con Tapia. Con sus obras Vida del pintor puertorriqueño José Campeche (1855) y Noticia de Don Ramon Power (1873) marca la pluma de este literato capitalino el inicio relevante del ensayismo carácter biográfico. La prosa de este escritor sigue cauces de sencilla elegancia y cristalina exposición, sin concesiones indebidas al verbalismo retoricista, no empecé el empleo de alguna que otra frase de sello convencional asociable al discurso encendido de tono romántico.

## El historiógrafo
El primer libro publicado bajo su nombre fue la Biblioteca histórica de Puerto Rico (1854), obra cuya salida demuestra los esfuerzos de aquellos jóvenes amanuenses puertorriqueños, al cual perteneció Tapia, que se dio a la tarea de recopilar en Madrid fuentes de información procedentes de varias bibliotecas y colecciones, de utilidad para el estudio de la historia en la Isla. Dicho volumen fue el primero de su clase en el país y comprende fragmentos de los textos de diversos cronistas de Indias Fernández Oviedo, Herrera, Laet y una interesante colección de documentos misceláneos correspondientes a los siglos XV al XVIII.

## Muerte
Alejandro Tapia fallece el 19 de julio de 1882, como consecuencia de un derrame cerebral que sufrió mientras dictaba una conferencia en el salón principal del Ateneo Puertorriqueño. Después de su muerte, se publicó su último libro, Mis memorias o Puerto Rico como lo encontré y como lo dejó (1928), en el que presenta aspectos característicos y costumbristas de la vida puertorriqueña del siglo XIX. Esta obra forma parte del currículo de Español del Departamento de Educación de Puerto Rico.

## Obras destacadas
• El heliotropo (1848)
• The Palm of the Chief (1852)
• Guarionex (libretto, premiered in 1854)
• José Campeche: biography by Alejandro Tapia y Rivera (1854)
• Roberto D'Evreux (1856)
• Bernardo de Palyssy o El heroísmo del trabajo (1857)
• La antigua sirena (1862)
• La cuarterona (1867)
• Camoens (1868)
• Póstumo el transmigrado (1872)
• Vasco Núñez de Balboa: biography by Alejandro Tapia y Rivera (1872)
• Ramón Power: biography by Alejandro Tapia y Rivera (1873)
• La leyenda de los veinte años (1874)
• La Sataniada (1874)
• The Pirate Cofresi (1876)
• Misceláneas de Alejandro Tapia y Rivera (1880)
• Póstumo el envirginado (1882)
• Mis memorias por Alejandro Tapia y Rivera (1927)